# Open Glider Network
Open Glider Network est un projet composé d'un réseau de récepteurs et de serveurs qui vise à créer et maintenir une plate-forme de suivi unifiée pour les planeurs, drones et autres aéronefs. Axé sur le suivi des aéronefs équipés de FLARM et de trackers OGN, OGN est également ouvert à l'intégration d'autres sources de données de suivi d'objets volants.
Ce projet repose sur la navigation par satellite et le système de transmission automatique par paquets (APRS).
Ce projet a reçu une bonne attention de la Fédération française de vol en planeur,, de l'Agence européenne de la sécurité aérienne et de la Fédération Aéronautique Internationale.